# 鈴木敬介
鈴木 敬介（すずき けいすけ、1934年（昭和9年）6月28日 - 2011年（平成23年）8月22日）は、日本のオペラ演出家。

## 経歴
東京出身。慶應義塾大学在学中から演出や振付、舞台監督の経験を積んだという。オペラとの関わりの記録の初出は1961年（昭和36年）藤原歌劇団靑年グループ第15回公演、ラモー室内楽団・青年グループ提携公演イイノホールでのロルフ・リーバーマン作曲『女房学校』舞台監督である。1962年にも、東京労音2・3月例会 文京公会堂・東京文化会館大ホールでのマスカーニ『カヴァレリア・ルスティカーナ』レオンカバッロ『道化師』舞台監督を務めている。1963年（昭和38年）に日生劇場に入社。日生劇場のこけら落としとして招かれたベルリン・ドイツ・オペラ（カール・ベーム、ロリン・マゼール、ディートリヒ・フィッシャー＝ディースカウ等が来日）の公演で舞台監督をつとめ、本格的にオペラの世界に入った。のちに渡独しベルリン・ドイツ・オペラの演出助手になったことから推測するに、その際の影響はきわめて大きかったと思われる。その後、1964年（昭和39年）日生劇場ヒンデミット『ロング・クリスマス・ディナー』プーランク『人間の声』ストラヴィンスキー『放蕩者のなりゆき』で舞台監督。
1966年（昭和41年）日生劇場・二期会提携公演 モンテヴェルディ『ポッペアの戴冠』でオペラ演出家としてデビュー。
1969年（昭和44年）からはベルリンに渡って、ベルリン・ドイツ・オペラ演出部に所属し、オペラ演出界の名匠として知られるグスタフ・ルドルフ・ゼルナー総監督に師事。オスカー・フリッツ・シュウの薫陶も受けた。
1970年（昭和45年）吉井澄雄、金森馨、小谷喬之助、三谷礼二、若杉弘等とともに第二国立劇場についての私的な研究会「劇場会議」を結成。1971年（昭和46年）二期会 東京文化会館でのオッフェンバック『ホフマン物語』演出から日本楽壇に復帰。中でも1972年（昭和47年）二期会20周年記念 東京文化会館ワーグナー『ワルキューレ』（指揮：飯守泰次郎）や、1979年（昭和54年）二期会 東京文化会館モーツアルト『魔笛』（指揮：ヴォルフガング・サヴァリッシュ）は評価が高い。団伊久磨『夕鶴』や松村禎三『沈黙』初演など日本オペラでも手腕を発揮した。1982年（昭和57年）より洗足学園音楽大学客員教授。1993年（平成5年）から1995年（平成7年）まで日生劇場の芸術監督を務めた。
2009年（平成21年）兵庫県立芸術文化センター フンパーディンク『ヘンゼルとグレーテル』まで、43年間にわたり、日生劇場、二期会、東京室内歌劇場、びわ湖ホール、兵庫県立芸術文化センター、洗足学園音楽大学、愛知県文化振興事業団、新国立劇場など、演出を手掛けた公演は200以上にのぼる。
2011年（平成23年）8月22日、肝硬変のため死去。77歳没。
同年11月12日、13日に日生劇場で開催されたNISSAY OPERA 2011『夕鶴』（指揮：下野竜也）は「鈴木敬介追悼公演」と題され、鈴木のもとで演出捕を務めていた飯塚励生が再演演出を行った。
2012年（平成24年）8月20日には、鈴木の業績を称え、日生劇場で「鈴木敬介追悼コンサート－オペラ名曲の夕べ－」が開催され、鈴木に所縁のある演奏家が一堂に会した。出演者は以下の通り。
指揮：秋山和慶、飯守泰次郎、大友直人、現田茂夫、時任康文
歌唱：横山恵子、池田直樹、経種廉彦、伊原直子、臼木あい、大倉由紀枝、大島幾雄、小野和歌子、加賀清孝、勝部太、釜洞祐子、木村俊光、黒田博、小林一男、佐藤しのぶ、澤畑恵美、志村文彦、高橋啓三、永井和子、成田勝美、樋口達哉、平松英子、福島明也、宮本益光、東京オペラシンガーズ
管弦楽：東京交響楽団
指揮者の飯守泰次郎は「日本で少しでもオペラに関わったことのある方々はすべて、何らかの形で『鈴木敬介』という名前と関わりがあると言っても過言ではない」と記している。

## 受賞歴
- 1983年度（昭和58年度）サントリー音楽賞 『モーツアルト4大オペラ』による[2][18]
- 1992年度（平成4年度）ジロー・オペラ賞 モーツアルト没後200年記念『モーツアルト6大オペラ』[19]
- 2001年度（平成13年度）芸術選奨文部科学大臣賞『パルジファル』[2]
- 2002年（平成14年）紫綬褒章[20]
- 2008年（平成20年）旭日小綬章[1]

## エピソード
- 1995年（平成7年）若いオペラ歌手を育成するという目的で、私財をなげうち、世田谷区弦巻の自宅の地下に「スタディオ・アマデウス」を建設。日生劇場舞台に合わせた寸法で、同劇場公演でのセットなどを長期間設置したまま稽古できる場所として作られた。現在は妻でヴァイオリニストの鈴木嵯峨子が主宰しているという。建物の設計は、建築家の三浦周治[21]。
- 「お酒が大好きで淡々とした自由人…こんな印象の素敵な先生」で「庭には敬介先生手作りのピザ窯」があったという[22]。